# Alain Bizard
Alain Bizard, né le 18 avril 1925 à Saint-Nazaire et mort le 18 février 2010 à Paris, est un officier français de cavalerie puis parachutiste, général de corps d’armée. Il participe à la guerre d'Indochine (1945-1954) et à la guerre d'Algérie (1954-1962). Grand-croix de la Légion d'honneur et Grand-croix de l'ordre du Mérite, il est l’un des officiers généraux les plus décorés de l’armée française et a reçu 18 citations, dont 7 à l'ordre de l'armée.
Il est décédé le 18 février 2010, à l'âge de 84 ans à l'Institution nationale des Invalides de Paris qu'il avait décidé de rejoindre lorsque ses forces ont décliné. Il a été enterré avec les honneurs à l’église des Invalides à Paris.
Volontaire pour rejoindre le champ de bataille de Diên Biên Phu, il s'est notamment illustré en tant que commandant adjoint du 5e bataillon de parachutistes vietnamiens à la tête des points d’appui Huguette 7 puis Huguette 6 qu'il a su défendre avec ténacité face à un ennemi très supérieur en nombre. Il est considéré comme un officier dont l’allant, l’ardeur et la bravoure sont cités en exemple.
Dans le film Dien Bien Phu de Pierre Schoendoerffer, le personnage principal du capitaine Jegu de Kerveguen campe un ensemble de figures s'étant illustrées au cours de la bataille, en particulier celle du capitaine Alain Bizard, du 5e BPVN qui tenait Huguette 7.

## Carrière Militaire
Engagé volontaire, il incorpore le 3e bataillon de Marche en août 1944 avec le grade d’aspirant et participe à la libération de la France sur le front de la poche de Saint-Nazaire. Il intègre quelques mois plus tard l’armée d’active au sein du 1er régiment de hussards. Admis à l’ESM en juillet 1945 promotion Rome et Strasbourg, il choisit l’Arme Blindée Cavalerie et rejoint l’école d’application de Saumur.

### Guerre d’Indochine
Au cours de trois séjours, l'Indochine lui donne l'occasion de s'illustrer. Initialement affecté au 8e dragons, il débarque au Tonkin pour servir au 1er chasseur (avril 1947-1949) avec lequel il combat à Hanoï, Haïphong et Langson sur la R.C.4. Il est cité à l’ordre de l’armée, et fait chevalier de la Légion d’honneur.
Sur sa demande, il effectue un second séjour en Indochine à partir de juillet 1950 au sein du 1er Chasseur. Il est basé à Nam Dinh et prend la tête du commando 24 Vandenbergue à la suite de l'assassinat de ce dernier en janvier 1952. Le 9 juin 1952, lors d'une opération, il échappe à la destruction complète de son commando vietnamien avec de nombreuses pertes. Tous ses chefs de sections, les MdL Chef Jean Brefort et MdL Schaeffer, sont tués,,.
Lors de son troisième séjour en 1953, officier d’état-major comme aide de camp du général Paul Ély, Haut-commissaire et Commandant en chef en Indochine, il se porte volontaire pour rejoindre la bataille de Diên Biên Phu alors que le sort est déjà scellé. Sa hiérarchie lui impose de passer son brevet de parachutiste avec ses 5 sauts réglementaires avant de pouvoir sauter sur le camp retranché.

### 13 mars - 7 mai 1954:bataille de Điện Biên Phủ
Il est parachuté le 26 mars 1954. À son arrivée, considéré comme officier cavalier, il commence son 3e séjour et est précédé d'une solide réputation de guerrier confirmée par plusieurs citations et le grade de chevalier de la Légion d'honneur. Les anciens l'estiment et le reconnaissent d'emblée comme l'un des leurs. Il est affecté au 5e bataillon de parachutistes vietnamiens (BPVN, les Bavouans) du capitaine André Botella. Il remplace alors comme commandant adjoint le lieutenant Rondeau qui a été blessé.

#### La bataille des Huguettes: 31 mars-5 mai 1954

##### Défense d'Huguette 7
Le 29 mars, avec la 1re compagnie du 5e BPVN, il rejoint Huguette 7 et les légionnaires du BEP. Le 30, il lance une opération pour des-encercler Huguette 7. Dès le 30 mars, le PA Huguette 7, au Nord-Ouest de la piste d’aviation, est investi par la Division 308. Le 31 mars, la division Viet-Minh 308 renouvelle son attaque, le capitaine Bizard la repousse après un repli stratégique. Le lieutenant-colonel Langlais, pris dans la défense des Elianes, ne répond pas aux demandes de Bizard d'envoyer des renforts. Le capitaine doit se défendre seul.
La 1re compagnie du 5e BPVN résiste à une autre attaque du Régiment 36. Pilonné par les mortiers de la division 308, les hommes du sergent Tournaye reçurent l’ordre de se retirer discrètement dans la nuit du secteur Nord-Ouest. Quand le bataillon d’assaut ennemi avança, ils trouvèrent les tranchées et les blockhaus vides et avancèrent vers le complexe central. Le capitaine Bizard retira ses 90 blessés vers les positions Sud-Ouest et Sud-Est, abandonnant le reste du point d’appui. Avant minuit, il appela l’artillerie pour un tir pré-arrangé au canon de 155 sur les anciennes positions prises par l'ennemi, sachant que le point d’appui mesurait seulement 150 mètres de large. Les pertes ennemies furent lourdes et ses Vietnamiens du Bawouan purent reprendre la totalité du point d’appui à 10h le matin du 1er avril. Dans la nuit du 1er au 2 avril, Bizard effectue un commando réussi sur des mortiers de 81 Viets. Le Lt-colonel Langlais admit qu’il avait mal jugé le 5e BPVN, et ils furent relevés à 17 heures par une compagnie composée de Légionnaires et d’auxiliaires dirigés par le Lt Spozio du 1/2 REI.

##### Défense d'Huguette 6
Le 6 avril,  la compagnie de Bizard relève de Minaud sur Huguette 6. Il prend le commandement du PA. Le 7 au 9 avril, le PA est complètement encerclé par les tranchées ennemies, il tient au prix de combats intenses. Huguette 6 est la cible de toutes les attaques. Le 12 avril, les paras du 5e BPVN et les légionnaires dirigés par le capitaine Bizard, les lieutenants Jacques Rastouil et François, se battent. La division 308 compte de nombreuses pertes sur Huguette 6. Le PA est complètement assiégé et isolé, coupé de tout. Il reste à peine 180 combattants.
Le 13 avril, le capitaine Bizard lance devant Huguette 6, dans les brumes du petit matin, une opération pour miner et reboucher les tranchées Viêt-minh. Le 14, lors du briefing quotidien du soir, autour d'une boite de ration, un obus de mortier de 57 tombe sur l'abri des officiers rassemblés autour de Bizard : il est blessé par un éclat, le lieutenant Rastouil est tué, le lieutenant Meric grièvement blessé. Le soir même, le colonel de Castries décide l’évacuation de ce P.A.
Le 16 avril, une série d'officiers reçoivent un avancement. Le capitaine Bizard n'en fait pas partie, il est jugé trop jeune dans son grade de capitaine par la hiérarchie de Hanoï. Il est fait officier de la Légion d'Honneur à l'âge de 28 ans. Le colonel Christian de la Croix de Castries est nommé général ; d’autres officiers reçoivent un avancement : le lieutenant-colonel Jean Langlais nommé colonel, le chef de bataillon Marcel Bigeard du 6e B.P.C. nommé lieutenant-colonel, le capitaine André Botella du 5e B.P.V.N. nommé chef de bataillon, le capitaine Pierre Tourret du 8e Choc nommé chef de bataillon, le lieutenant Hervé Trapp du 6e B.P.C. nommé capitaine, le lieutenant Pham Van Phu du 5e B.P.V.N. nommé capitaine, et le lieutenant Michel Brandon du 1er B.E.P. nommé capitaine.
Le 17 avril est le 11e jour de la résistance. Dans la nuit, pour tenter de rejoindre Bizard sur Huguette 6, deux compagnies du 1er BEP et du 8e BPC de Tourret, appuyées par 2 chars, tentent, pendant 4 à 8 heures, de passer les tranchées Viet-Minh creusées autour de Huguette 1, à travers celles du Régiment Viet-Minh no 88. Vers 2 heures du matin, elles sont rentrées dans le système ennemi, qui a été élargi et renforcé pour faire face aux positions françaises au nord et au sud ; mais elles n’ont pas pu progresser davantage sous le feu intense de mortiers, canon sans recul et fusils mitrailleurs ennemis. Une seconde tentative forte coordonnée par le lieutenant-colonel Bigeard est tentée au matin du 18 avril. Mais le 1er BEP bute sur un bataillon au complet. Les 250 légionnaires doivent déloger les 1000 Viet-Minh un par un. Les pertes sont trop élevées. « Bruno » demande aux paras de revenir vers le point de départ.
À 7 h 30 au matin, le 18 avril, Castries et Langlais ont compris qu’il n’était pas possible de persister dans cette opération, et d'envoyer une force de secours vers Huguette 6. Le coût humain devenait inacceptable sans garantie de succès.
Le commandant Clémencon du I/2 RIE appelle par radio le capitaine Bizard et lui annonce qu'il est livré à lui-même. Parlant en anglais pour des raisons de sécurité, il laisse au chef du point d’appui le choix entre se rendre, ou laisser les blessés sur place et tenter de forcer le blocus Viet-Minh pour rallier les positions françaises avec ses derniers hommes en état. C’est le dimanche de Pâques au matin, Alain Bizard a 29 ans ce jour même. Il répond qu’il essayera de passer en force à 8 heures, profitant du brouillard du matin.
Les légionnaires du lieutenant François et les parachutistes vietnamiens de Bizard installent les blessés au mieux, et détruisent les armes lourdes ainsi que les radios. Le sergent Horst Ganzer, grièvement blessé et le liaison de mortier du 1er CEPML, se portent volontaires pour rester et couvrir les arrières du raid avec le dernier fusil mitrailleur en état. Les hommes se fabriquent des gilets par balles de fortune avec des sacs de terre sur la poitrine et le dos, et remplissent leurs poches de grenades. Ils s’alignent dans la tranchée sud. À 8 heures du matin exactement, le capitaine Bizard donne l’ordre et s’élance en tête. La compagnie jaillit hors des tranchées, saute les barbelés et s’élance à découvert pour une course dans le brouillard matinal à travers les positions ennemies. Ils ont trois cents mètres à couvrir sur un glacis sans le moindre abri, en plein dans le champ des mitrailleuses ennemies.
Le Viet-Minh dans les tranchées les plus proches faisaient face au sud, s’attendant à une nouvelle tentative de secours. Comme ils prévoyaient d’avancer à l’assaut de Huguette 6, ils n’avaient pas posé de mines entre eux et le PA. Les hommes de Bizard ont parcouru les 100 premiers mètres sans être vu, sautant ou grimpant à travers les tranchées ennemies, lançant des grenades dans toutes les directions, puis ils se précipitent vers la piste d’aviation. Un groupe à l’ouest de la ligne tomba par surprise sur une compagnie ennemie, mais après une seconde d’hésitation commune, ils passèrent à travers en ouvrant le feu. 
Derrière eux, le sergent Ganzer fut tué à son poste, après avoir tenu le plus de temps possible, tandis que des mortiers français tombaient pour protéger aussi les arrières de la ligne en progression. Il restait encore 200 mètres à parcourir à découvert sur la piste d’aviation, sous un feu nourri. Le lieutenant Bergot entendit des encouragements en espagnol alors qu’ils couraient.
À 10 heures, ayant mis 2 heures pour parcourir les 300 mètres qui le séparent de Huguette 6, il arrive à Huguette 1, encerclée et qui doit être évacuée dans la foulée, après la chute d'Huguette 6.
À 10 h 40, le capitaine Bizard compte les survivants sur Huguette 2. Ils sont 60 sur les 120 au départ d'Huguette 6. Entre le 8 et 18 avril, lors de son commandement du PA Huguette 6, Bizard avait tenu à jour le registre des effectifs. Sur les 300 hommes des deux compagnies, 106 sont morts (y compris les lieutenants François et Donadieu), 49 blessés (y compris les lieutenant Cousin et Weinberger) et 79 disparus. Le docteur Grauwin examina les survivants et déclara : « Ils ne sont pas blessés, mais il n’y a plus rien en eux, ce sont des morts vivants. »
Parlant de son exploit, Bigeard dira : « Alain Bizard, un officier exceptionnel. Un de ceux qui reviendront toujours, un officier admirable, un nom a retenir. »

##### Défense d'Éliane 4, puis Épervier
À la chute d'Huguette 6, le capitaine Bizard rejoint Botella pour le commandement d'Éliane 4.
Le 5 mai, le point d'appui Épervier est tenu par Bizard, renforcé par des demi-sections du 8e BPC de Pierre Tourret. Ce PA assure la protection du réduit central.
Dans les derniers jours de la bataille de Diên Biên Phu, l'issue ne faisant plus de doute, Bizard fait partie des officiers avec René de Salins qui veulent continuer le combat en tentant une percée vers le Laos pour échapper à la captivité, et faire jonction avec l'opération « D » du capitaine Jean Sassi. Mais le commandement ne veut pas de cette idée.
Le capitaine Bizard est fait prisonnier le 8 mai 1954, lors de la chute du camp retranché. Dès le premier jour, il s’évade dans un groupe de 4 officiers, dont le capitaine Pierre Tourret, commandant du 8e bataillon de parachutistes de choc. Sans nourriture, fatigués, ils doivent composer avec un village, où ils décident de passer la nuit, se pensant en sécurité. Ils sont repris le lendemain matin, à la suite d'une dénonciation par des habitants. Ils sont emmenés au camp de prisonnier numéro 1 et seront libérés quatre mois plus tard.
Ayant survécu à la dureté des camps de concentration Viet-Minh, il est libéré 25 septembre 1954. Il quitte l'Indochine le 19 octobre, à bord du paquebot Edouard-Branly à destination de Marseille, avec 3 anciens prisonniers du camp no 1 : le capitaine Jean Pouget, René Moreau, l'administrateur de la France, (ils ont été trahis et pris en otage le 19 décembre 1946, alors que Moreau est en mission consulaire à Vinh, localité du Nord-Annam. Il sera le doyen des survivants après huit années de captivité) et le capitaine Planet (capturé sur la R.C.4 en octobre 1950),.
En escale à Alger après la Toussaint, il découvre les barbelés dans les rues, les sacs de sables devant les bâtiments publics protégés par des postes de fusils mitrailleurs, des militaires en postes aux points de contrôle, et entrevoit tout de suite la situation à venir,.
En février 1955, il est affecté au commandement du 1er tabor Marocain en Tunisie à la frontière libyenne. Il est blessé par balle à Djeurf le 25 septembre 1955.

### Opération anglo-française de Suez
Il rejoint ensuite le 1er RCP (régiment de chasseurs parachutistes) en août 1956, avec lequel il participe à l'opération anglo-française de Suez en novembre.

### Guerre d’Algérie
Capitaine, il commande l'escadron de Reconnaissance (ER) du 1er RCP d’août 1956 à décembre 1959,,. Les 28 et 29 janvier 1959 il exécute l’exercice « VIOLET », démonstration spectaculaire d’aéro largage, devant les généraux Gilles et Massu, à Hassi-R'Mel.
Blessé par éclat de grenade, le 18 décembre 1959, dans la région de Maillot, il est décoré de la Croix de la Valeur militaire avec 6 citations, dont 2 palmes.
Nommé commandant à 34 ans, il reçoit à titre exceptionnel la croix de Commandeur de la Légion d'honneur des mains du général Challe, Commandant en chef des Forces en Algérie.

### Fin d’engagement en guerre
En 1960, il quitte l’Algérie pour les États-Unis, pour devenir diplômé du General Staff College à Fort Leavenworth, Kansas. Il effectue plusieurs stages à Fort Bragg, aux États-Unis, où les Américains forment les forces spéciales, leurs fameux « bérets verts » pour les commandos.
En 1962, il suit les cours du Armed Forces Staff College (en) à Norfolk, Virginie, et au Special Warfare Center (en) de Fort Bragg, Caroline du Nord.
En 1965, il est nommé lieutenant-colonel. De 1967 à 1969, il est Chef de corps du 13e régiment de dragons parachutistes à Dieuze (Moselle). En 1969, il est chef d'état-major de la 4e division blindée basée à Verdun. En 1974, il commande le 1er régiment de chasseurs parachutistes. 
Entre 1975 et 1977, alors qu'il est secrétaire d'État à la Défense, le général Marcel Bigeard fait venir au poste de responsabilité des hommes au passé militaire prestigieux, soucieux d’améliorer la formation des jeunes officiers et sous-officiers. Le général de brigade Alain Bizard est nommé commandant de l’école spéciale militaire de Saint-Cyr.
Il est nommé commandant de la 8e division en 1977, puis le 11 mai 1979, Commandant de la 8e division d'infanterie et de la 22e division militaire territoriale.
En 1980, il occupe les fonctions d'adjoint au général commandant la 1re armée et Gouverneur militaire de Strasbourg, puis devient adjoint au directeur de l’Institut des Haute Études de défense Nationale (IHEDN) en 1981, avant de devenir inspecteur de la défense opérationnelle du territoire en 1982.
Il achève son parcours comme gouverneur militaire de Lille, commandant la 2e région militaire et le 3e corps d'armée de 1983 à 1985.

## Décorations
Grand Croix de la Légion d'honneur (Décret du 5 juillet 1985), Grand Croix de l’Ordre national du Mérite, titulaire de la Croix de Guerre des TOE, la Croix de la Valeur Militaire, chevalier de l’Ordre national du Vietnam parmi bien d'autres distinctions.

### Décorations françaises
- Grand-croix de la Légion d’honneur
- Grand-croix de l'ordre du mérite
- Croix de guerre des Théâtres d'opérations extérieures avec 12 citations dont 5 à l'ordre de l'armée (palmes)
- Croix de la Valeur militaire avec 6 citations dont 2 a l'ordre de l’armée (palmes)
- Médaille commémorative de la campagne d'Indochine
- Médaille commémorative des opérations de sécurité et de maintien de l'ordre en Afrique du Nord
- Médaille commémorative française des opérations du Moyen-Orient
- Médaille coloniale agrafe « Extrême-Orient »
- Médaille des blessés militaires avec trois étoiles (pour trois blessures de guerre)
- Croix du combattant volontaire
- Médaille de la jeunesse et des sports

### Décorations étrangères
- Officier fédération pays Thaï
- Officier de l'ordre du Million d’Éléphants et du Parasol blanc (Laos)
- Chevalier de l'Ordre National du Vietnam

## Contributions aux publications
- Maurice Vaïsse, Alain Bizard, Centre d'études d'histoire de la défense et cavalerie, chars Union nationale de l'arme blindée, L'Armée française dans la guerre d'Indochine (1946-1954) : adaptation ou inadaptation?, Complexe, 2000 (ISBN 2-87027-810-1 et 978-2-87027-810-9, OCLC 44883311, lire en ligne).
- Préface de Luc Braeuer, Saint-Nazaire 1939-1940, Liv'Editions (ISBN 978-2951378780).